# Patata di Regnano
La patata di Regnano è una varietà di patata coltivata  nel comune di Casola in Lunigiana ed in particolare nella frazione di Regnano nella provincia di Massa Carrara.
È una patata di montagna con una produzione di "nicchia", coltivata quasi tutta per l'autoconsumo.

## Utilizzi
Per il pane di Regnano (ottenuto da un impasto di farina di grano e patate lessate) e  la marocca di Casola (pane di forma circolare dal colore marrone scuro fatto con farina di castagne e di grano, patate, latte e lievito di birra), si utilizzano le patate di Regnano.

## Coltivazione
Le patate vengono coltivate con metodiche tradizionali, dalla lavorazione del terreno alla concimazione con stallatico, non è previsto alcun trattamento fitosanitario. 